# Ducat de Merània

Escut

El Ducat de Merània (és a dir, Meran, Merano, o Meranie, Meranien) va ser un efímer ducat del Sacre Imperi Romanogermànic existent entre 1153 i 1248. També se'l va anomenar "Ducat de Dalmàcia" (o de Dalmàcia i Croàcia), ja que ocupava la costa del nord de Dalmàcia. El nom de "Merània" (que no deriva de la població tirolesa de Meran) es deriva del llatí mare (mar), probablement referint-se a la franja costanera al golf de Kvarner de la mar Adriàtica amb Rijeka, a Ístria (encara que no al territori de la Marca d'Ístria).

## Història
El ducat va ser establert com a feu imperial per l'emperador Frederic Barba-roja, elegit rei dels Romans des de 1152. Descendent de la casa de Hohenstaufen de Suàbia, havia succeït al seu oncle, el rei Conrad III d'Alemanya, i va haver de combatre a la rival Casa de Welf del duc Enric X de Baviera dit Enric l'Orgullós, que va ser finalment deposat del seu ducat de Baviera el 1138. El mateix Frederic volia una reconciliació amb els Welfs i el 1154 [la Dieta de Goslar va reinstal·lar a Enric el Lleó, fill d'Enric l'Orgullós, com a duc de Baviera. No obstant això, Enric va recuperar només una part de l'antic ducat: la Marca Oriental de Baviera (Àustria), en poder dels lleials de Francònia de la casa de Babenberg, va rebre el 1156 el Privilegium Minus i va ser elevat a ducat per dret propi separat del ducat de Baviera (Ducat d'Àustria); a més els comtes de Tirol assolien la immediatesa imperial.

### Comtes de Dachau
Al mateix temps Frederic Barba-roja va elevar al comte bavarès Conrad I de Dachau (esmentat modernament com Conrad I de Merània) a la categoria de duc (Herzog), ja no subordinat als governats Welfs. Conrad era un cosí del bavarès comte palatí Otó V de Scheyern i, per tant, un descendent de la casa de Wittelsbach; la primera referència a ell com dux Dalmatiae data de 1153. Dominava extensos territoris a l'oest de Baviera entre el riu Lech i el Isar però no és segur que les seves possessions ja incloguessin la Terra Marani, ja que la costa dàlmata era en realitat en poder del Regne d'Hongria (el regne de Croàcia estava en unió personal amb Hongria) i de la República de Venècia.
El duc Conrad I va ser succeït pel seu fill Conrad II de Dachau (dit modernament Conrad II de Merània) que de nou va aparèixer com dux de Dachawe (Dachau) i va morir sense fills el 1182. Les seves terres comtals a Dachau van ser ocupades pel seu cosí Otó I de Wittelsbach, duc welf de Baviera (nomenat per l'emperador Frederic Barba-roja després de la deposició final d'Enric el Lleó en el 1180). Otó I va morir el 1183.

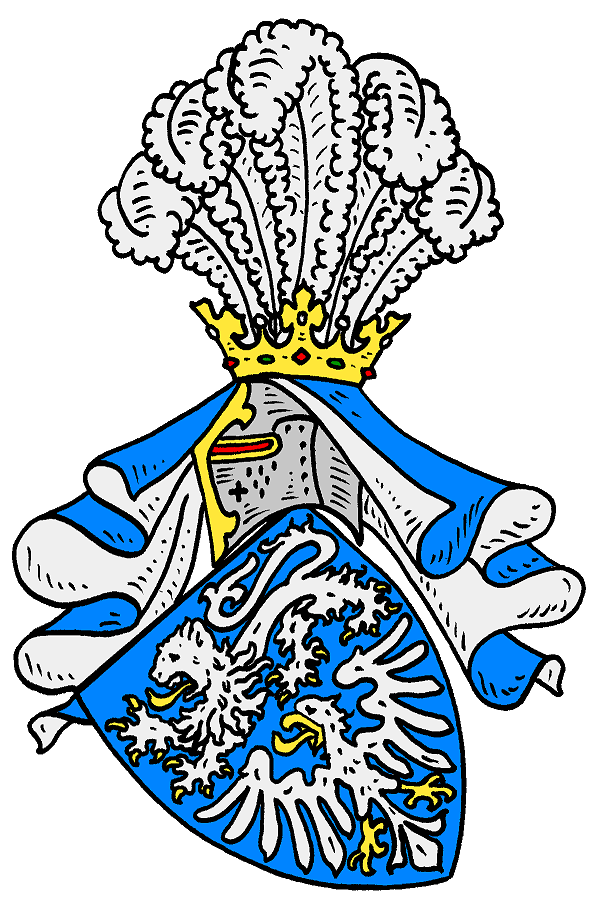
Escut d'armes de la casa de Andechs-Merania

### Casa de Andechs
Les terres de "Merània" al voltant de Brseč (Berschezh) a la costa adriàtica originalment havien estat adquirides pel marcgravi Ulric I de Carniola i Ístria el 1063, i heretades pel seu fill el marcgravi Poppó II de Carniola i Ístria (1070). Poppó no va tenir fills, i la seva filla Sofia s'havia casat amb el comte Bertold II d'Andechs. El seu fill Bertold III d'Andechs s'havia casat amb Hedwiga o Eduvigis, la germana del duc Conrad II de Merània i el 1173 havia estat nomenat marcgravi d'Ístria i de Carniola per l'emperador Frederic Barba-roja. El 1183 el seu fill Bertold d'Andechs va heretar del seu oncle matern, el recent trespassat duc Conrad II de Dachau, el ducat de Dachau, i el 1188 va heretar del seu pare les marques d'Ístria i Carniola com a Bertold IV d'Andechs; quan va ajuntar tots aquestos dominis va rebre de l'emperador el títol de dux Meraniae dins del qual les dues marques eren una dependència feudal del duc.
La dinastia d'Andechs d'aquesta manera quedava elevada a prínceps del Sacre Imperi; el 1204, el fill gran de Bertold  Otó I de Merània va succeir al seu pare com "duc de Merània". Otó va deixar el govern sobre les marques d'Ístria i Carniola al seu germà petit Enric II d'Ístria i I de Carniola i es va concentrar en el seu matrimoni amb la comtessa Hohenstaufen Beatriu II de Borgonya, neta de Frederic Barba-roja i comtessa palatina de Borgonya, a través del qual va adquirir el comtat de Borgonya el 1208. No obstant això, amb el margrave Enric va començar la decadència de la casa d'Andechs o Andechs.Merània: Enric i el seu germà, el príncep-bisbe Egbert de Bamberg van ser acusats d'haver participat en l'assassinat (1208) del rei alemany, Felip de Suàbia fill de Frederic Barba-roja, probablement en el marc d'una intriga ideada pels seus cosins els Wittelsbach, rivals dels Hohenstaufen. Enric va ser desterrat i fou privat de les marques per l'emperador Otó IV, el 1209 (si bé sembla que en va conservar el domini almenys en part), i també es van confiscar les seves terres bavareses que van passar als Wittelsbach.
El germà d'Enric, el duc Otó I de Merània va tractar de reconciliar-se amb l'autoritat imperial per recuperar les possessions de la família el que sembla que va aconseguir (a la mort d'Enric el 1228 va ser reconegut marcgravi a Ístria i Carniola), però, després que l'emperador Hohenstaufen Frederic II, es va aliar aliat al duc Otó II de Wittelsbach l'August (1231-1253), Otó II de Merània (Otó III de Borgonya), fill i successor (1234) d'Otó I cares, va canviar les aliances i es va posar al costat de l'enemic de Frederic, el papa Gregori IX. Al ferotge conflicte entre l'emperador i el papat, Otó II mateix va ser derrotat i deposat finalment el 1247. Es va retirar al castell de Niesten prop de Weismain al bisbat de Bamberg, on va morir sense descendència l'any següent.
El títol de "Duc de Merània" es va deixar d'emprar, i cap dels estats immediats de la nissaga va restar: els de Baviera van quedar pel bisbe de Bamberg o el duc de Baviera i les marques d'Ístria i Carniola van passar al Patriarcat d'Aquileia.

## Ducs

### Casa de Dachau
- Conrad I de Dachau (vers 1153-1159)
- Conrad II de Dachau (1159-1182), fill, va morir sense fills

#### Casa d'Andechs
- Bertold IV d'Andechs (vers 1183-1204), nebot de Conrad II, marcgravi d'Ístria i Carniola com Bertold II des 1188.
- Otó I (1204-1234), fill, es va casar amb la comtessa Beatriu II de Borgonya i va adquirir el comtat de Borgonya el 1208.
- Otó II (1234-1248), fill, també comte de Borgonya, sense successió.

### Casa Holstein-Gottorp
- Rani, duc de Merania